# Czesław Madey
Czesław Dominik Madey (ur. 28 lipca 1889 w Wojciechowicach, pow. opatowski, woj. świętokrzyskie, zm. 1 grudnia 1967 w Górze Kalwarii) – ekonomista, bankowiec
W 1918 r. został jednym z założycieli Zrzeszenia Pracowników Polskiej Krajowej Kasy Pożyczkowej, przemianowanego później, w związku z powstaniem w 1924 r. Banku Polskiego, na Zrzeszenie Pracowników Banku Polskiego. Był również wieloletnim Prezesem jego Zarządu Głównego, Członkiem Honorowym tej organizacji oraz Prezesem Sądu Rozjemczego.
W 1925 r. jako delegat Zrzeszenia Pracowników Banku Polskiego wziął udział w Zjeździe Międzynarodowej Konfederacji Pracowników Umysłowych w Paryżu. Jest autorem publikacji „Pożyczka zagraniczna i druga stabilizacja”, która ukazała się w 1928 r.
W latach 50. pisał artykuły i felietony do „Stolicy”, warszawskiego tygodnika ilustrowanego, między innymi o architekturze Warszawy.
Zmarł w 1967 r. Pochowany na Cmentarzu Powązkowskim w Warszawie (kwatera 232, rząd 3, miejsce 24).